# 易北集团军 (普鲁士)
易北集团军（德语：Elbarmee）是普奥战争期间普鲁士的一支集团军。作为普鲁士陆军的战时组织，战后被复员。根据毛奇的战略，普鲁士军队将分三个独立作战的部队进军波西米亚王国，并在那里与奥地利北方集团军作战。分兵策略受到同时代人的严厉批评，但仍然取得了胜利。

## 历史

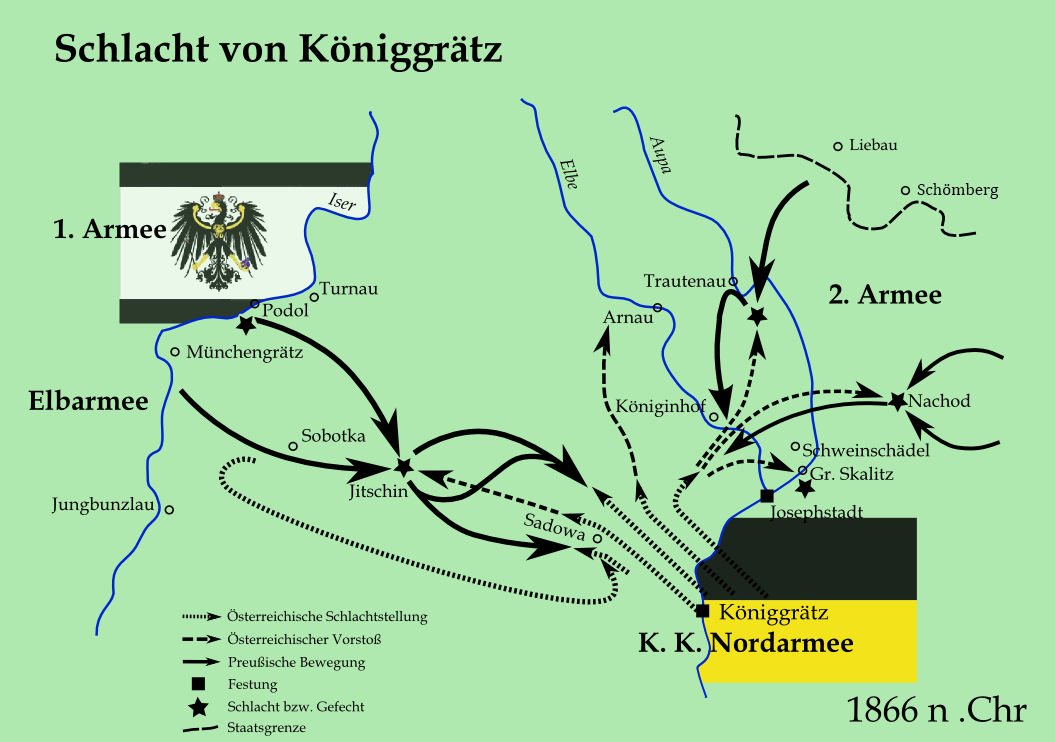
易北集团军的进军

赫尔穆特·冯·毛奇为普奥战争创建了易北集团军。它是那场战争期间建立的普鲁士陆军三大主力集团军之一。易北河集团军由3个师、2个骑兵旅和144门火炮组成。当它成立时，该部队位于托尔高周围的军营。由卡尔·埃伯哈德·赫沃斯·冯·比滕菲尔德将军指挥；易北河集团军以前是第8军，由第14师补充。参谋长是路德维希·冯·施洛海姆上校。
战争初期，易北集团军和弗里德里希·卡尔亲王率领的第1集团军占领了萨克森王国，不战而屈人之兵拿下了德累斯顿。1866年6月22日，易北集团军进入波西米亚。部队经施莱瑙伦堡、大梅根塔尔和加贝尔帕斯到达多夫鲁姆，并于1866年6月25日在没有任何战斗的情况下到达多夫鲁姆。在与奥地利骑兵进行了几次简单的交锋后，1866年6月26日在胡纳瓦塞尔附近发生了一场战斗，普鲁士先头部队取得了胜利。1866年6月28日，萨克森和奥地利军队与第1集团军一起在慕尼格拉茨战役中再次被击败。
直到1866年7月3日柯尼格雷茨战役之前，没有发生任何重大战役。此次战役，易北集团军成功渡过比斯特里茨河，成功突入对方北方集团军左翼。
在柯尼格雷茨之后，易北集团军再次组成了普鲁士人的右翼（西翼）。然而此后没有再发生重大战斗。

## 编成
易北集团军总司令是步兵上将埃伯哈德·赫瓦斯·冯·比滕费尔德，总参谋长是路德维希·冯·施洛特海姆上校。
- 直属第14师，雨果·埃伯哈德
  - “施瓦茨科彭”旅（第27步兵旅），埃米尔·冯·施瓦茨科彭
  - “希勒”旅（第28步兵旅），威廉·奥古斯特·伯恩哈德·冯·希勒
  - 威斯特伐利亚骑兵第7团，冯·里贝克

- 第8军
  - 第15师，菲利普·卡尔·冯·坎斯坦
    - “格拉森纳普”旅（第30步兵旅），奥托·冯·格拉森纳普
    - 骑兵国王骠骑兵团（莱茵第一）第7号，冯·林登上校

  - 第16师，奥古斯特·冯·埃策尔
    - “舍勒”旅（第31步兵旅），亚历山大·冯·舍勒
    - 燧发枪旅
- 騎兵
  - 莱茵胸甲骑兵第8团
  - 威斯特伐利亚乌兰第五团
  - 莱尼什乌兰第7团
  - 第2威斯特伐利亚轻骑兵第11团